# Search: WWW
 (août 2022).
La mise en forme du texte ne suit pas les recommandations de Wikipédia : il faut le « wikifier ».
Les points d'amélioration suivants sont les cas les plus fréquents. Le détail des points à revoir est peut-être précisé sur la page de discussion.
- Les titres sont pré-formatés par le logiciel. Ils ne sont ni en capitales, ni en gras.
- Le texte ne doit pas être écrit en capitales (les noms de famille non plus), ni en gras, ni en italique, ni en « petit »…
- Le gras n'est utilisé que pour surligner le titre de l'article dans l'introduction, une seule fois.
- L'italique est rarement utilisé : mots en langue étrangère, titres d'œuvres, noms de bateaux, etc.
- Les citations ne sont pas en italique mais en corps de texte normal. Elles sont entourées par des guillemets français : « et ».
- Les listes à puces sont à éviter, des paragraphes rédigés étant largement préférés. Les tableaux sont à réserver à la présentation de données structurées (résultats, etc.).
- Les appels de note de bas de page (petits chiffres en exposant, introduits par l'outil «  Source ») sont à placer entre la fin de phrase et le point final[comme ça].
- Les liens internes (vers d'autres articles de Wikipédia) sont à choisir avec parcimonie. Créez des liens vers des articles approfondissant le sujet. Les termes génériques sans rapport avec le sujet sont à éviter, ainsi que les répétitions de liens vers un même terme.
- Les liens externes sont à placer uniquement dans une section « Liens externes », à la fin de l'article. Ces liens sont à choisir avec parcimonie suivant les règles définies. Si un lien sert de source à l'article, son insertion dans le texte est à faire par les notes de bas de page.
- La présentation des références doit suivre les conventions bibliographiques. Il est recommandé d'utiliser les modèles {{Ouvrage}}, {{Chapitre}}, {{Article}}, {{Lien web}} et/ou {{Bibliographie}}. Le mode d'édition visuel peut mettre en forme automatiquement les références.
- Insérer une infobox (cadre d'informations à droite) n'est pas obligatoire pour parachever la mise en page.

Pour une aide détaillée, merci de consulter Aide:Wikification.
Si vous pensez que ces points ont été résolus, vous pouvez retirer ce bandeau et améliorer la mise en forme d'un autre article.
 (août 2022).
Search: WWW, (en hangeul : 검색어를 입력하세요 WWW ; RR : Geomsaegeoreul Imnyeokaseyo WWW) est une série télévisée sud-coréenne de 2019. Elle a pour vedettes Im Soo-jeong, Lee Da-hee, Jeon Hye-jin, Jang Ki-yong, Lee Jae-wook et Ji Seung-hyun. Elle a été diffusée sur tvN du 5 juin au 25 juillet 2019,, puis sur les plateformes en ligne Netflix et Rakuten Viki.

## Synopsis
La série suit trois femmes à la fin de la trentaine. Bae Ta-mi, Cha Hyeon et Song Ga-kyeong travaillent dans les deux principales sociétés de portails Web rivales : Unicon et Barro.

## Distribution

### Rôles principaux

#### Im Soo-jung: Bae Ta-mi (Tammy à 38 ans)
Elle est directrice du département de recherche d'Unicon, la plus grande société de portails Web. Elle est intelligente, talentueuse, intellectuelle, concentrée sur ses objectifs, déterminée et de haute moralité. Elle rejoint Barro après avoir été renvoyée par Unicon. C'est un bourreau de travail qui n'a pas le temps de sortir avec quelqu'un. Elle n'a pas l'intention de se marier. Elle tombe amoureuse de Park Mo-gun après l'avoir croisé plusieurs fois,.

#### Lee Da-hee: Cha Hyeon (Scarlett)
Elle est la directrice sociale de Barro (entreprise rivale d'Unicon). D'apparence dure, elle a un cœur chaleureux et gentil. C'est une ancienne pratiquante de Jujitsu où elle excellait. Son objectif est de devenir riche pour payer des frais médicaux, et de battre tous ceux qui lui plaisent. Elle tombe amoureuse de Seol Ji-hwan.

#### Jeon Hye-jin: Song Ga-kyeong
Elle est la directrice d'Unicon. Autrefois en bons termes avec Ta Mi, elle était également en terminale à l'école de Cha Hyeon. Elle était issue d'une famille de conglomérat. Sa famille posséde une entreprise de batteries. Elle a épousé Oh Jin-woo pour des raisons professionnelles et il s'agit uniquement d'un mariage contractuel. Sa famille a fait faillite, elle devient la marionnette de sa belle-mère. Elle est sortie avec Han Min-gyu pendant un certain temps.

#### Jang Ki-yong: Park Mo-gun / Park Morgan (28 ans)
Il est le PDG de la société Millim Sound. Né de parents coréens, il a été abandonné dans son enfance. Il sera adopté par un couple australien. Mo-gun rencontre Bae Ta Mi dans un jeu d'arcade, ils ont une aventure d'un soir. Il collabore avec le département des jeux vidéo d'Unicon. Mo-gun rencontre à nouveau Ta-mi à Unicon et tombe amoureux d'elle.

#### Lee Jae-wook: Seol Ji-hwan
Il joue un acteur en herbe, assez négligé, méconnu par le cinéma. Il fait la connaissance de Cha Hyeon après un accident. Il joue des rôles de méchants, mais, dans la vie, il est gentil, introverti et chaleureux. Il tombe amoureux de Cha Hyeon.

#### Ji Seung-hyun: Oh Jin-woo
Il est le plus jeune fils de la présidente du groupe KU, Jang He eun, qui le méprise. Il est réalisateur et producteur de cinéma. Jin-woo est le mari de la réalisatrice d'Unicon, Song Ga-kyeong. Leur mariage semble être uniquement à des fins commerciales. Malgré de nombreuses aventures, ignorées par sa femme, il se soucie vraiment de Ga-kyeong.

### Rôles secondaires

#### Les employés de Barro

##### Kwon Hae-hyo: Min Hong-joo (Brian)
PDG de Barro, toujours protecteur envers les employés de l'entreprise.

##### Kim Nam-hee: Pyo Joon-soo (Matthieu)
Directeur du département des jeux à Barro, et coureur de jupons. Il est sorti avec Bae Ta Mi, ils étaient au début de la vingtaine. Il sort avec Cha Hyeon et Yoon Dong Joo simultanément.

##### Woo Ji-hyun: Choi Bong-gi (Joseph)
Employé d'Unicon, il a suivi Bae Ta Mi jusqu'à Barro. Il travaille pour l'équipe Barro Service Care.

##### Oh Ah-yeon: Jo Ah-ra (Ellie)
Femme capable et talentueuse, elle travaillait au café d'Unicon, et a suivi Bae Ta Mi. Elle travaille pour l'équipe de soins du Service.

##### Ha Seung-ri: Hong Yoo-jin (Jenny)
Directrice principale de l'équipe de développement, elle maîtrise la programmation mieux que n'importe quelle langue. Elle est aussi membre de l'équipe Service Care dirigée par Bae Ta Mi

##### Song Ji-ho: Choi Jeong-hoon (Alex)
Directeur principal de l'équipe marketing de Barro. Assistant de Chae Hyun et membre de l'équipe Service Care.

#### Les autres

##### Yoo Seo-jin: Na In-kyeong
PDG d'Unicon, c'est une femme corrompue et avide de pouvoir.

##### Tak Woo-suk: Kim Seon-woo
Employé de Park Mo-gun, il travaille à Millim Sound.

##### Han Ji-wan: Jeong Da-in
Pianiste et amie de Ta Mi, elle est retournée en Corée après avoir vécu en Allemagne pendant 10 ans. Elle était le premier amour de Park Morgan. Ils se retrouvent lors d'une réunion d'école. Ils décident de collaborer.

##### Lee Ji-ha: Mère de Park Morgan
Mère biologique de Park Morgan, elle a abandonné Park Morgan très jeune et se remarie pour fonder une famille.

##### Jo Hye-joo: Yoon Dong-joo
Blogueuse en ligne, dans la vingtaine, elle est la jeune petite amie de Matthew (Pyo Joon Soo).

##### Ye Soo-jung: Jang Hee-eun
Belle-mère de Song Ga kyung et mère d'Oh Jin Woo, elle est présidente du groupe KU. Assez corrompue, elle est l'esclave du président.

##### Byeon Woo-seok: Han Min-gyu
Mannequin et acteur parrainé par le réalisateur Song Ga-Kyung, il a fréquenté la réalisatrice Song Ga-kyung un certain temps.

### Apparitions spéciales

#### Lee Dong-wook: ex-petit ami de Ta-mi (ép. 7)
Il a travaillé à Barro pendant 6 mois et se marie.

## Production
La première lecture du scénario a lieu le 22 février 2019, en présence des acteurs et de l'équipe.
Kwon Do-eun y fait ses débuts de scénariste en chef, après avoir été l'associé de Kim Eun-sook.

## Bande originale
La bande-originale est constituée de plusieurs morceaux : Milky Way Between us (우리 사이 은하수를 만들어), composé par Kako et Curtis F et interprété par O3ohn ; Search, composé par Elaine, Lim Ha-young, Ji Ye-joon et Jayins et interprété par Elaine ; Reaching Hand (손 닿으면), composé par Ha Melli, Park Geun-chul et Jung Soo-min et interprété par et Jang Beom-jun ; Scent (향기), composé par 88KEYS et interprété par Sam Kim ; WOW, composé par Moonbyul (Mamamoo), Kim Min et Taylor et interprété par Mamamoo ; You In The TV (Tv에서 보는 그대 모습은), composé par Kim Hyun-chul et interprétée par Lee Da-hee ; I Get A Little Bit Lonely (조금 더 외로워지겠지) composé par Lee Mi-na et interprété par Kim Na-young. 

## Audience
| Ep. | Date de diffusion originale | Titre                                         | Part d'audience moyenne (AGB Nielsen) | Part d'audience moyenne (AGB Nielsen) |
| Ep. | Date de diffusion originale | Titre                                         | À l'échelle nationale                 | Séoul                                 |
| --- | --------------------------- | --------------------------------------------- | ------------------------------------- | ------------------------------------- |
| 1 | 5 juin 2019                 | C'est Internet                                | 2.431%                                | 3.004%                                |
| 2 | 6 juin 2019                 | Ma cupidité n'a aucune motivation             | 3,190 %                               | 4,006 %                               |
| 3 | 12 juin 2019                | Quand votre passion est alimentée par l'amour | 3,221%                                | 3,741%                                |
| 4 | 13 juin 2019                | Meilleur acteur Han Min Kyu                   | 3,250 %                               | 4,157%                                |
| 5 | 19 juin 2019                | Mot-clé: Bae Ta Mi                            | 3,109 %                               | 3,638 %                               |
| 6 | 20 juin 2019                | L'ordinateur portable de la série Lex         | 3,578 %                               | 4,416%                                |
| 7 | 26 juin 2019                | Effet de levier                               | 3,363%                                | 3,663%                                |
| 8 | 27 juin 2019                | Mariage                                       | 3.320%                                | 3.832%                                |
| 9 | 3 juillet 2019              | Riposte                                       | 3,652 %                               | 3.860%                                |
| 10 | 4 juillet 2019              | Bon anniversaire?                             | 3,165 %                               | 3.301%                                |
| 11 | 10 juillet 2019             | Émotions mitigées pour Ta Mi                  | 4,003 %                               | 4,442%                                |
| 12 | 11 juillet 2019             | Ma page d'accueil                             | 3,488 %                               | 4.210%                                |
| 13 | 17 juillet 2019             | Une cause commune                             | 3,906%                                | 4,727%                                |
| 14 | 18 juillet 2019             | Réforme de la page principale                 | 3,567 %                               | 4,247%                                |
| 15 | 24 juillet 2019             | La victoire tant attendue                     | 4,089 %                               | 4,714%                                |
| 16 | 25 juillet 2019             | Défendre la justice                           | 4.199%                                | 4.825%                                |
| Moyen | Moyen                       | Moyen                                         | 3.471%                                | 4.049%                                |
| - Dans le tableau ci-dessus, les chiffres bleus représentent les audiences les plus basses et les chiffres rouges représentent les audiences les plus élevées. - Ce drama a été diffusé sur une chaîne câblée/télévision payante qui a un public plus restreint que la télévision en clair. (KBS, SBS, MBC and EBS). |                             |                                               |                                       |                                       |

## Récompenses et nominations
| Année | Récompense                  | Catégorie                             | Lauréat           | Résultat   | Ref.   |
| ----- | --------------------------- | ------------------------------------- | ----------------- | ---------- | ------ |
| 2019  | 12e Korea Drama Awards (en) | Prix d'excellence supérieure, actrice | Im Soo-jung       | Nomination | [ 10 ] |
| 2019  | 12e Korea Drama Awards (en) | Meilleure bande-son originale         | "WOW" ( Mamamoo ) | Lauréat    | [ 10 ] |